# Sonate voor viool en piano (Borgstrøm)
De sonate voor viool en piano opus 19 is een compositie van Hjalmar Borgstrøm. De sonate is een geliefde compositietechniek bij componisten, toch kreeg Borgstrøm er uiteindelijk maar één op papier/uitgegeven. Hij heeft nog pogingen ondernomen voor een Sonate voor cello en piano en een pianosonate, maar deze bleven alleen in manuscript achter.
Een sonate voor viool en piano kon Borgstrøm eenvoudig schrijven. Hij had zelf op die muziekinstrumenten les gekregen van Martin Ursin (piano) en Fredrik Ursin (viool). Bovendien was Amalie Müller, de pianiste, toen al mevrouw Borgstrøm.
Amalie Borgstrøm gaf de eerste uitvoering van dit werk op 4 december 1906 met op de viool Gustav Lange. Zij moesten het werk wel spelen vanuit het manuscript. Het is daarbij een van de weinige manuscripten van Borgstrøm die het opusnummer draagt.
Er zijn de volgende delen:
1. Largo
2. Andante maestoso
3. Vivace